# Pietro Ghersi
Pietro Ghersi (Genova, 24 gennaio 1899 – Genova, 1º agosto 1972) è stato un pilota automobilistico e pilota motociclistico italiano.

## Biografia

Ghersi prima del 1972

Dal 1927 fu anche pilota automobilistico.
Con suo fratello Mario e Luigi Arcangeli partecipò al Tourist Trophy sull'Isola di Man nel 1926 e nel 1930 su una Moto Guzzi.
Approdato all'Alfa Romeo, fece parte della celebre "Squadra dei 4 assi", con Arcangeli, Varzi e Nuvolari.
Nelle competizioni automobilistiche, vinse la 24 Ore di Spa del 1930 con Attilio Marinoni su una Alfa Romeo 6C e, nel 1932, partecipò alla Mille Miglia e alla Targa Florio su una Alfa Romeo 8C.
Nel 1933 fondò la Pietro Ghersi Racing Team con sede a Genova, dove era l'unico pilota. Le vetture che utilizzò furono una Bugatti Tipo 35 di cilindrata da 2,3 litri, una Maserati monoposto di cilindrata 1,1 litri e una Alfa Romeo da 2,3 litri.
Corse per la Ferrari nel 1934 e privatamente con una Maserati 8CM tra il 1935 e il 1936.
Continuò la sua attività agonistica fino al 1938.
La sua Moto Guzzi TT 500 Corsa del 1926 (motore n. C271, telaio n. C10), conservata nel Museo dell'Automobile di San Martino in Rio, è stata trafugata nel marzo del 2012.